# 澳門2014年度頒授勳章、獎章和獎狀名單
澳門2014年度頒授勳章、獎章和獎狀名單於2013年12月30日由澳門特別行政區行政長官崔世安簽署，並於《澳門特別行政區政府公報》公布，共有50位人士、團體、機構分別獲授勳，表揚他們在個人成就、社會貢獻或服務澳門特別行政區方面有傑出的表現。勳章、奬章和奬狀頒授儀式於2014年12月15日在澳門文化中心綜合劇院舉行。

## 授勳名單

### 榮譽勳章
金蓮花榮譽勳章
- 吳榮恪

銀蓮花榮譽勳章
- 招銀英
- 賈瑞

### 功績勳章
專業功績勳章
- 劉炯朗
- 羅偉業
- 馬偉龍

工商功績勳章
- 葉啟明
- 袁松山
- 何敬麟

旅遊功績勳章
- 澳門航空股份有限公司
- 許文帛
- 劉雅煌
- 佳景集團企業管理有限公司

教育功績勳章
- 謝志偉
- 胡漢賢
- 許瑞瑰
- 譚惠珍

文化功績勳章
- 澳門廣播電視股份有限公司
- 劉樺
- 白嘉度
- 廖國敏

仁愛功績勳章
- 衛生局仁伯爵綜合醫院綜合科及日間醫院的醫護團隊
- 譚雅蓮
- 馬韶漪

體育功績勳章
- 潘敬文
- 沈基

### 傑出服務獎章
英勇獎章
- 司法警察局毒品罪案調查處
- 消防局行動暨救護處的救護人員

勞績獎章
- 朱偉幹
- 陳威濱
- 方益成
- 歐寧堅
- 梁國健

社會服務獎章
- 林雪萍
- 陳新濤
- 鮑瑞英

### 獎狀
榮譽獎狀
- 李百灝

功績獎狀
- 徐雪茵
- 周文顥
- 澳門跳水隊
- 李禕
- 黃俊華
- 張佩思
- 賈嘉慧
- 劉情
- 王俊楠
- 陳茵穎
- 羅見訢
- 張偉恆
- 周鉅宏